# Museo Marc-Chagall (Niza)
El museo Marc-Chagall (oficialmente, Museo nacional del mensaje bíblico Marc-Chagall) (en francés: musée national du message biblique Marc-Chagall) es un museo nacional de Francia dedicado a la obra del pintor Marc Chagall —esencialmente la de inspiración religiosa— y situado en la ciudad de Niza, en el departamento de Alpes Marítimos.

## Historia y colecciones

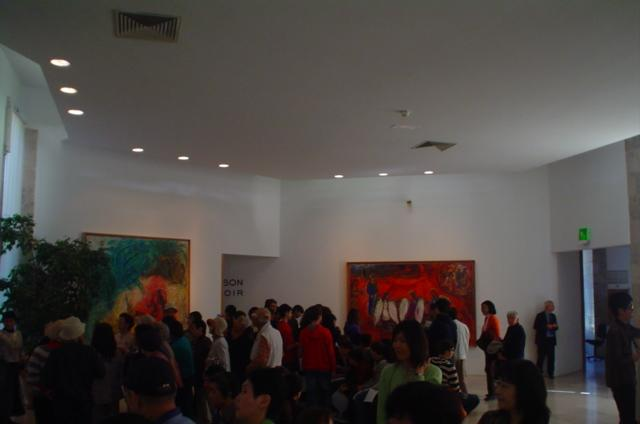
Interior del museo

Creado en vida del artista, con el apoyo del ministro de Cultura André Malraux, e inaugurado en 1973, el museo también se conoce como el «Museo nacional del mensaje bíblico Marc-Chagall», ya que alberga la serie de diecisiete pinturas que ilustran el mensaje bíblico, pintadas por Chagall y ofrecidas al Estado francés en 1966. Esta serie ilustra el Génesis, el Éxodo y el Cantar de los Cantares.
Pero a medida que las colecciones se enriquecieron, lo que era un museo temático que ilustraba el mensaje bíblico, se ha convertido en un museo monográfico dedicado a la obra de inspiración religiosa y espiritual de Chagall. En 1972, el pintor cedió al museo todos los bocetos preparatorios del Mensaje bíblico, así como las vidrieras y esculturas, y en 1986 el museo adquirió por dación, el conjunto completo de dibujos y gouaches hechos para el Éxodo y otras diez pinturas , que incluye el tríptico Résistance, Résurrection, Libération. Otras adquisiciones han complementado las colecciones del museo, que ahora tiene una de las mayores colecciones de obras de Marc Chagall.